# 2000 EM26

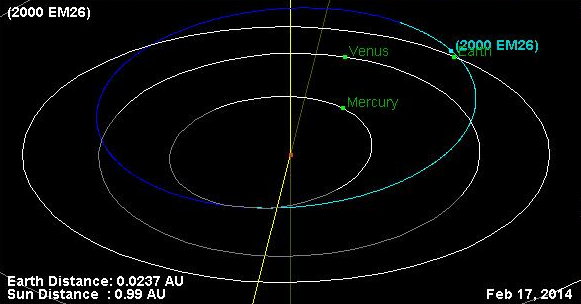
的轨道和位置（2014年2月17日）

2000 EM26是一颗近地小行星，属于潛在威脅天體，于2000年3月5日发现， 在2014年2月17日-18日曾近距离安全掠过地球。
2000 EM26的半长轴小于1天文单位，位于地球轨道以内，属于阿登型小行星，绝对星等为21.7等， 直径估计为120-270米，准确的数值取决于小行星的反照率。 它在2000年3月5日被发现后，只被观测研究了9天，于2000年3月14日而太过昏暗而消失，再也未被观测到，因此它的不確定參數 U等于7，轨道未被精确测定。 2014年2月17日，小行星接近地球，和太阳的距角超过90°，使得它变得在黑夜中容易被发现。 使用曲线拟合原理计算小行星的轨道，估算出它将在世界标准时间2014年2月18日00:15（±13个小时）近距离掠过地球，接近地球时的视星等为16等。 利用之前9天的观测数据，2000 EM26最近时距离地球0.13 AU (19,000,000千米/12,000,000英里)，由于存在轨道不确定性，最近距离也有可能为0.018 AU (2,700,000千米/1,700,000英里)。 不过实际上，地球上的观测者在这几天并未发现小行星的踪影。2000 EM26并未被列入哨兵风险名单（Sentry Risk Table）中，因为它的任何一条潜在轨道都不会在未来100年内有撞击地球的风险。